# Aspartam
Aspartam – organiczny związek chemiczny, ester metylowy dipeptydu Asp-Phe. Na produktach spożywczych oznaczany jest kodem E951.
Stosowany jako sztuczny środek słodzący (słodzik) w produktach spożywczych, zwłaszcza takich jak napoje niskokaloryczne, guma do żucia, drażetki odświeżające oddech. Można go też znaleźć w wielu wędlinach i rybach (zarówno w folii, jak i konserwach). Ostatnio coraz częściej pojawia się w produktach farmaceutycznych, np. w większości tabletek musujących. Jest też dostępny w formie tabletek, które można stosować zamiast cukru, pod kilkudziesięcioma nazwami handlowymi (m.in.: NutraSweet, Equal, Sugar Free, Canderel). W 2009 roku producent Ajinomoto zdecydował o zmianie nazwy swojego produktu na AminoSweet, aby zmienić negatywną reputację kojarzoną z dotychczasową nazwą. Jest też stosowany przez diabetyków (chorych na cukrzycę), podobnie jak wiele innych słodzików, nie wpływających na wytwarzanie insuliny po spożyciu.

## Bezpieczeństwo
Bezpieczeństwo stosowania aspartamu było przedmiotem wielu badań naukowych i licznych kontrowersji społecznych. Chemicznie aspartam jest estrem metylowym dipeptydu zbudowanego z dwóch reszt aminokwasowych – fenyloalaniny i kwasu asparaginowego. W organizmie człowieka rozkłada się on na te dwa naturalne aminokwasy, stąd długo wydawało się, że jego spożycie nie wiąże się z żadnym ryzykiem, oprócz osób chorych na fenyloketonurię, które nie metabolizują fenyloalaniny. Poza ww. aminokwasami podczas hydrolizy aspartamu powstaje też metanol (w ilości ok. 0,1 g na każdy gram spożytego aspartamu; jest to znacznie mniejsza ilość niż przyjmowana z różnych produktów spożywczych w codziennej diecie, np. soku pomidorowego, soku z winogron, czerwonego wina).
Decyzja FDA z 1974 roku o wstępnej akceptacji aspartamu była poprzedzona ponad 100 badaniami. W roku 1987 amerykańskie urzędy (GAO i FDA) opublikowały wyniki dodatkowych badań podjętych w celu zbadania zastrzeżeń co do bezpieczeństwa aspartamu. Stwierdzono, że zgłaszane efekty uboczne jego stosowania (np. bóle i zawroty głowy, wahania nastroju) były zwykle łagodne i nie miały w pełni potwierdzonego związku z konsumpcją aspartamu. Niemniej jednak stwierdzono, że u nielicznych osób może występować szczególna wrażliwość na ten związek.
Pod koniec lat 90. XX w. opublikowano wyniki kilku badań, które sugerowały występowanie związków między spożywaniem aspartamu i chorób takich jak nowotwory mózgu i układu limfatycznego. Nie ma jednak dowodów naukowych świadczących o tym, że aspartam powoduje nowotwory w ludzkim organizmie. Badania na dużych populacjach ludzi, jak i większość badań na zwierzętach, nie znalazły związku aspartamu z nowotworami. Podobnie inne zagrożenia dla zdrowia związane z używaniem słodzika, w obliczu dostępnego obecnie materiału naukowego, są uważane za minimalne lub nieistniejące.
Sugestie dotyczące związku z nowotworami pochodzą z trzyletnich badań na szczurach European Ramazzini Foundation (ERF) (wrzesień 2005) prowadzonych przez grupę badaczy z Bolonii, która określiła aspartam jako substancję rakotwórczą, chociaż więcej szczurów odżywianych aspartamem dożywało starości niż w próbie kontrolnej. Badania te zostały zrecenzowane przez Europejski Urząd ds. Bezpieczeństwa Żywności (EFSA), który wytknął szereg błędów takich jak: brak dokładnych danych o wykorzystanych zwierzętach doświadczalnych (pożywienie, waga etc.), podawanie wysokich dawek aspartamu na kilogram masy ciała zwierzęcia, które nie są możliwe do konsumpcji. Nawet jeśli cały cukier w artykułach spożywczych zostałby zastąpiony aspartamem, to jego spożycie wynosiłoby około 10 mg/kg mc., przy dopuszczalnym limicie 40 mg/kg mc., podczas gdy w badaniach użyto dawek do 5000 mg/kg mc. Wytknięto, że szczury żyły do naturalnej śmierci, co jest niezgodne z wytycznymi badań nad rakotwórczością, ponieważ prowadzi to do porównania szczurów zmarłych w różnym wieku, a starzeniu towarzyszy powstawanie zmian. FDA otrzymała od RFA tylko część danych z badań, o które prosiła, i spotkała się z odmową dostarczenia do weryfikacji patologicznych preparatów szczurów. Późniejsza analiza danych z szeregu badań klinicznych wykazała, że „nie ma dowodu, że sacharyna i inne słodziki (głównie aspartam) zwiększają ryzyko wystąpienia nowotworów u człowieka”.
Aspartam został uznany za bezpieczny przez ponad 100 organizacji zajmujących się bezpieczeństwem żywności, wliczając w to EFSA, UK Food Standards Agency, Health Canada i Food Standards Australia New Zealand. Amerykański National Cancer Institute stwierdził, że nie ma wyraźnych dowodów na związek aspartamu z rakiem.
W styczniu 2013 roku EFSA opublikowała wstępną analizę ponad 600 badań, konkludując, że aspartam jest bezpieczny. Analiza ta była krytykowana za niejasne kryteria wyboru badań i ich interpretację, a także za powiązania jej 13 (na 17) autorów z koncernami spożywczymi. W grudniu 2013 roku panel EFSA (powiększony o 2 naukowców w stosunku do poprzedniego panelu) opublikował 263-stronicową analizę, z której wynika, że aspartam w dawkach nie przekraczających 40 mg/kg mc. dziennie jest nieszkodliwy. Raport na zlecenie Departamentu Rolnictwa USA stwierdza, iż Dietary Guidelines Advisory Committee po przeanalizowaniu dostępnych metaanaliz zgadza się z EFSA co do dopuszczalnych dawek aspartamu. Zaznacza równocześnie, iż istnieją niespójne i ograniczone dowody na możliwy związek aspartamu z nowotworami krwi u mężczyzn oraz poronienia i zaleca dalsze badania w tej kwestii. Ponadto "z powodu bardzo ograniczonych dowodów nie można wysnuć żadnej konkluzji" o związku aspartamu z bólami głowy.
W lipcu 2023 ukazał się raport, przygotowany wspólnie przez IARC, WHO, FAO i JECFA, w którym poinformowano, że z dokonanego przeglądu literatury naukowej wynika, że istnieją ograniczone dowody na rakotwórczość aspartamu. W efekcie IARC zaklasyfikowałą go do grupy 2B, to jest jako substancję możliwie rakotwórczą dla człowieka. Jednocześnie komitet JECFA uznał, że nie ma powodu do zmiany wcześniej przyjętego zalecenia dziennego limitu spożycia tego związku na poziomie do 40 mg/kg masy ciała.

## Chemia
Chemicznie aspartam jest estrem metylowym dipeptydu składającym się z dwóch występujących naturalnie reszt aminokwasowych – fenyloalaniny i kwasu asparaginowego. W silnie kwaśnym lub alkalicznym środowisku, jakie występuje w różnych częściach układu pokarmowego człowieka, hydrolizuje on najpierw do wolnego dipeptydu i metanolu. Dipeptyd rozkłada się następnie na wolne aminokwasy, a metanol utlenia się do formaldehydu i kwasu mrówkowego.
Poniżej pH=3 aspartam hydrolizuje do dipeptydu aspartylo-fenyloalaniny, zaś powyżej pH=6 cyklizuje do formy diketopiperazyny.

## Właściwości i użycie
Atrakcyjność aspartamu jako słodzika wynika z faktu, że jest on ok. 180 razy bardziej słodki od cukru i przy tym jego kaloryczność, przy stężeniach dających wrażenie słodyczy, jest niemal zerowa. Smak aspartamu nie jest identyczny ze smakiem zwykłego cukru. Słodycz aspartamu jest odczuwana wolniej od słodyczy cukru, dłużej jednak jest zachowywana w ustach. Kombinacja aspartamu z innym słodzikiem, acesulfamem, w smaku jest nieodróżniana u większości ludzi od cukru.
Aspartam, ze względu na to, że w podwyższonych temperaturach rozkłada się na wolne aminokwasy, nie nadaje się do słodzenia wypieków. Czasami jednak podnosi się jego stabilność przez mieszanie z tłuszczami i maltodekstryną. Trwałość aspartamu w wodzie wzrasta ze zmniejszaniem się pH. W środowisku kwaśnym, które występuje w większości gazowanych napojów, trwałość aspartamu jest zadowalająca. Przy pH=4,3, jakie występuje w Coca Coli Light czas półtrwania aspartamu wynosi ok. 300 dni. W środowisku obojętnym (przy pH=7) czas półtrwania aspartamu wynosi już tylko kilka dni.
W produktach silnie aromatyzowanych grupy aminowe aspartamu mogą ulegać reakcji Maillarda z grupami aldehydowymi, występującymi często w związkach zapachowych, co powoduje zarówno utratę słodyczy, jak i przyjemnego zapachu tych produktów. Problem ten rozwiązuje się poprzez unikanie aldehydowych związków zapachowych lub zamienianie ich grup aldehydowych w acetalowe.

## Wynalezienie i produkcja
Aspartam został wynaleziony w 1965 r. przez Jamesa M. Schlattera pracującego dla firmy farmaceutycznej G.D. Searle & Company. Schlatter otrzymał ten związek w ramach badań nad poszukiwaniem leków przeciwwrzodowych. Odkrył jego słodycz zupełnie przypadkowo, liżąc wbrew zasadom BHP swój własny palec ubrudzony tym związkiem. Po początkowych perturbacjach z legalizacją tego związku jako dodatku do żywności, rozpoczęto jego produkcję i sprzedaż na wielką skalę od 1981 r.
W 1985 r. firma G.D. Searle została przejęta przez koncern Monsanto i przyjęła nazwę NutraSweet Company, kontynuując produkcję aspartamu. Patent amerykański na jego produkcję wygasł w 1992 r. i od tej pory jego produkcją zajęło się kilka innych koncernów chemicznych, m.in. japońskie Ajinomoto, francuskie Merisant oraz Holland Sweetener Company.